# Нова Весь Варшавська (станція)
Нова Весь Варшавська (пол. Nowa Wieś Warszawska) — пасажирська станція польської залізниці, розташована в селі Нова Весь, яка обслуговує приміські маршрути WKD. 